# Policzna (Mazovië)
Policzna is een dorp in het Poolse woiwodschap Mazovië, in het district Zwoleński. De plaats maakt deel uit van de gemeente Policzna en telt 1500 inwoners.